# Fricassée au tourain
La fricassée au tourain és una sopa tradicional occitana, més específicament de la cuina llemosina, a base de daus de cansalada, agrella i ceba.